# Schweizerische Industrie-Gesellschaft
SIG Combibloc Services AG (tot september 2018 SIG Combibloc Group AG, tot april 2009 SIG Holding AG, oorspronkelijk Schweizerische Industrie-Gesellschaft) is een industrieel bedrijf gevestigd in Neuhausen am Rheinfall, Zwitserland. Tegenwoordig heeft het alleen belangen in bedrijven in de verpakkingsindustrie. Als voormalige materieelfabrikant heeft het de 27 sneltrams van de eerste generatie voor Utrecht gebouwd.